# Rhagoditta blanfordi
Rhagoditta blanfordi är en spindeldjursart som beskrevs av Roewer 1933. Rhagoditta blanfordi ingår i släktet Rhagoditta och familjen Rhagodidae. Inga underarter finns listade i Catalogue of Life.